# Kiełpin (Zielona Góra)
Kiełpin (niem. Külpenau) – część miasta i osiedle administracyjne Zielonej Góry, będące jednostką pomocniczą miasta.
Do 31 grudnia 2014 roku wieś w gminie Zielona Góra.

## Historia
Po raz pierwszy wieś została wspomniana w XVI wieku, gdzie jej właścicielami około 1555 roku byli Ernst von Knobelsdorf z Ochli Górnej i Ludwig von Rothenburg z Ochli Środkowej. Rothenburgowie właścicielami dóbr kiełpińskich pozostawali zapewne długo, bowiem jeszcze w 1681 roku odnotowano ich przedstawiciela - Hansa. Własność ta należała już w 1723 roku do Christopha Georga von Unruha, a rodzina Unruhów była właścicielem tych dóbr do 1783 roku. Wówczas to Kiełpin nabył baron Rudolph Gotthard von Kottwitz. Na terenie wsi około 1790 roku znajdowały się m.in. folwark, pałac, 2 młyny wodne i 54 gospodarstwa z 372 mieszkańcami. Majątek kiełpiński w 1808 roku nabył radca Neumann. Kolejnymi właścicielami byli: rotmistrz. Adolph Neumann (około 1824-1845), podporucznik von Zimmermann (1845-1858) i Carl Haupt (1875-1883), a następnie majątek kupił minister von Friedenthal. Posiadłość po jego śmierci w 1889 roku przejęła siostra baronowa von Lancken-Wakenitz.
W latach 1975–1998 miejscowość należała administracyjnie do województwa zielonogórskiego.
25 lutego 2020 Rada Miasta Zielona Góra nadała nazwy ulicom w sołectwie Kiełpin.

## Zabytki
Do wojewódzkiego rejestru zabytków wpisany jest:
- pałac z XVIII wieku, klasycystyczny. Pozostałości założenia dworskiego czworobocznego podwórza z zabudową gospodarczą i dworem usytuowanym w jego południowej części dostrzeżemy na północnym skraju Kiełpina[1]. Z inicjatywy właścicielki dóbr, wdowy Theodory Ernestiny von Unruh został wzniesiony na fundamentach starszego dworu w latach 1786-1787[1]. W drugiej połowie XIX wieku doszło do remontu tego obiektu, prawdopodobnie z inicjatywy właściciela majątków w Otyniu i Zatoniu Rudolpha von Friedendthala[3]. Państwowe Gospodarstwo Rolne w 1955 roku dokonało remontu elewacji, a w latach siedemdziesiątych, po zawaleniu się części konstrukcji dachu, przeprowadziło jego naprawę. Powiększono dach, a ryzalit pozbawiono naczółka, co bardzo uszczupliło barokowy wygląd dworu. Murowany dwór, zbudowany w kształcie litery „L” jest piętrową budowlą nakrytą wysokim dachem wielospadowym[3]. Wskutek dziewiętnastowiecznej przebudowy, pierwotny układ pomieszczeń jest nieczytelny. Nowy otwór wejściowy znajduje się z tyłu budynku, a w elewacjach powiększone otwory okienne, do których wstawiono nową stolarkę[3].